# Фита

Рукописная буква фита

Ѳ, ѳ (фита́, рус. дореф. ѳита́) — предпоследняя буква старо- и церковнославянской кириллиц, последняя (после выхода из употребления в конце XIX века ижицы) буква дореволюционного русского алфавита.
До 1897 года использовалась в удмуртском алфавите.

## История
Происходит от греческой буквы тета (θῆτα — заглавное и строчное написания Θ, θ); имеет такое же числовое значение — 9 (хотя в азбуке традиционно стоит не на 9-м месте, а в конце). В кириллице выглядит как  (в некоторых почерках и шрифтах горизонтальная черта пересекает овал заметно ниже середины или даже касается его снизу, что может приводить к смешению этой буквы с Д). В первоначальной глаголице, как предполагают, фита отсутствовала; в позднейшей встречается заимствованный то ли непосредственно из греческого, то ли даже из кириллицы знак  (Ⱚ), не имеющий числового значения.
Название «фита» связано с новогреческим прочтением слова θῆτα как [th]и́та, где первый звук тождествен английскому глухому переднеязычному межзубному согласному звуку, который на письме передаётся сочетанием букв th, а в транскрипции с помощью международного фонетического алфавита именно этой греческой буквой. В южнославянской традиции (к которой принадлежал и старославянский язык) читалась как [t], чем объясняется, в частности, отсутствие эпентетического (вставного) «л» в слове коринфяне (ср. с иосифляне). В древнерусских и церковнославянских текстах восточнославянского извода читалась всегда как [f] и примерно до середины XVII века употреблялась как вариант буквы Ф (ферт), безотносительно этимологии. В ряде орфографических школ употреблялась либо только одна, либо только другая буква. Например, в берестяных грамотах на протяжении XIII века фита выступает единственным средством передачи звука [f], а буква Ф не используется; в XIV-XV веках, напротив, в берестяной письменности фита почти полностью вытесняется фертом. В дониконовской и последующей старообрядческой церковнославянской орфографии просматривается тенденция ставить фиту в начале слов, а ферт — в середине.
Начиная с середины XVII века в церковнославянской, а вслед за ней и в русской письменности фита используется этимологически: только в словах, заимствованных из греческого языка (или при его посредстве), и только на месте греческой теты. Например, в слове орѳографія первое [f] передаётся через фиту, а второе через ферт: потому что исходное греческое слово пишется как ὀρθογραφία (ср. также с написанием лат. orthographia и его вариантами в нынешних западноевропейских языках). Так же объясняется разница написаний в именах Ѳеодоръ (разговорное Ѳёдоръ) и Филиппъ: потому что по-гречески они Θεόδωρος и Φίλιππος (ср. с лат. Theodorus, Philippus).
Пётр I, вводя гражданский шрифт, сначала (1707—1708) отменил букву «ферт» (Ф), сделав фиту единственным способом выражения звука [ф]; но вскоре (1710) различие Ф/Ѳ по церковнославянской системе было восстановлено. Орфографические же реформы 1917—1918 гг., наоборот, упразднили фиту с повсеместной заменой её на Ф.
Несмотря на исключение буквы из алфавита, паровозы серии Ѳ продолжали выпускаться до 1924 года без смены литеры серии, а выведены из эксплуатации они были только к 1957 году.

## «Неприличность» фиты у Гоголя
В поэме Н. В. Гоголя «Мёртвые души» Ноздрёв называет Мижуева, а затем Чичикова фетюками (Ѳетюкъ). Гоголь объясняет это так: «Ѳетюкъ слово обидное для мужчины, происходитъ отъ Ѳ, буквы, почитаемой нѣкоторыми неприличною». Поговорка «фита да ижица, розга к заду ближится» была построена на сравнении начертаний букв — «ижицы» как пука розог и «фиты» как ягодиц (у Даля «Фита да ижица, к ленивому плеть ближится»). По мнению ряда лингвистов, синонимы фетюк и фатюй на самом деле восходят к венг. fattyú «внебрачный ребёнок».
Любопытно, что один из героев В. И. Даля, наоборот, заменял букву «фертъ ѳитою, потому-что ф была, по мнѣнію Стахѣя, буква вовсе неблагопристойная».

## Галерея

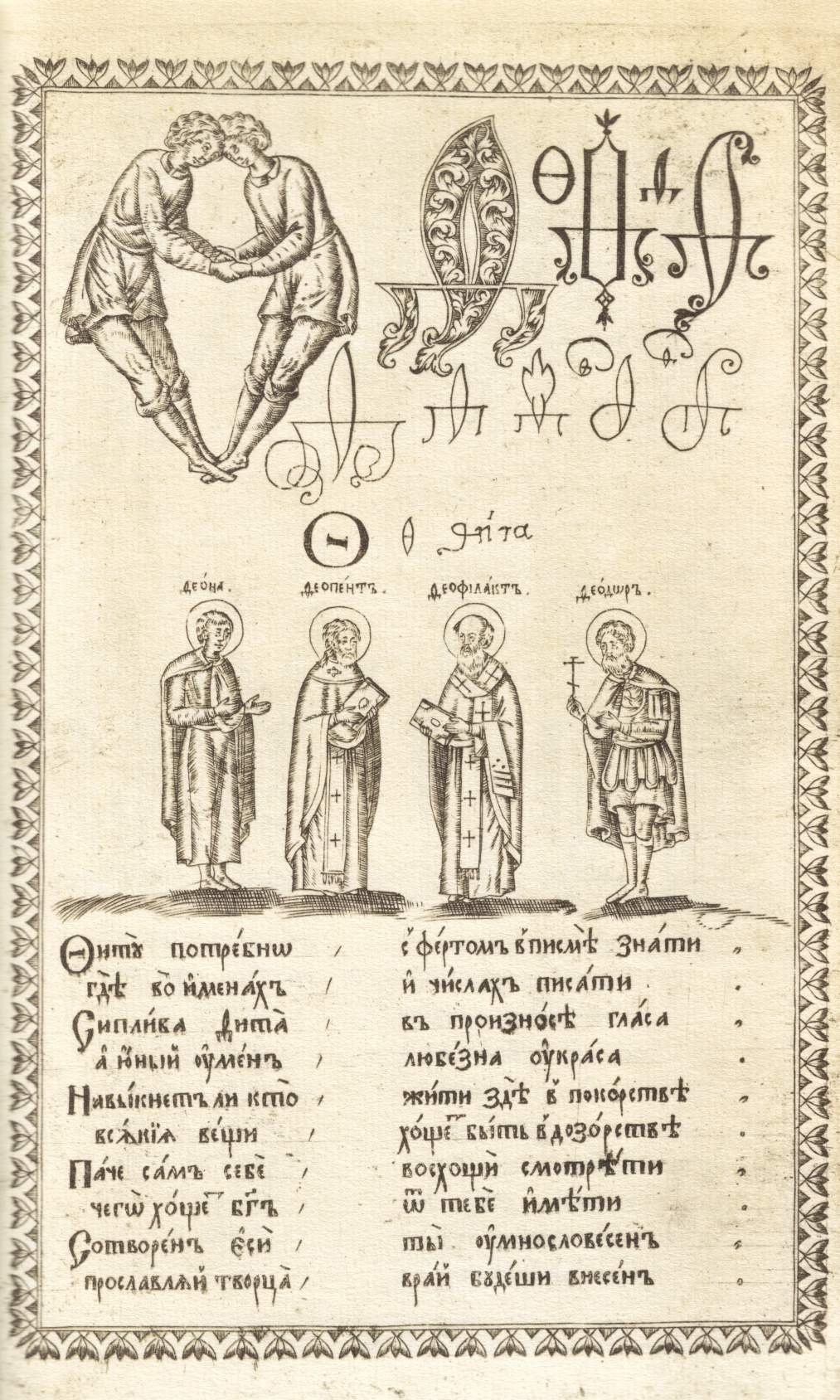
Фита в букваре Кариона Истомина и Леонтия Бунина 1694 г.
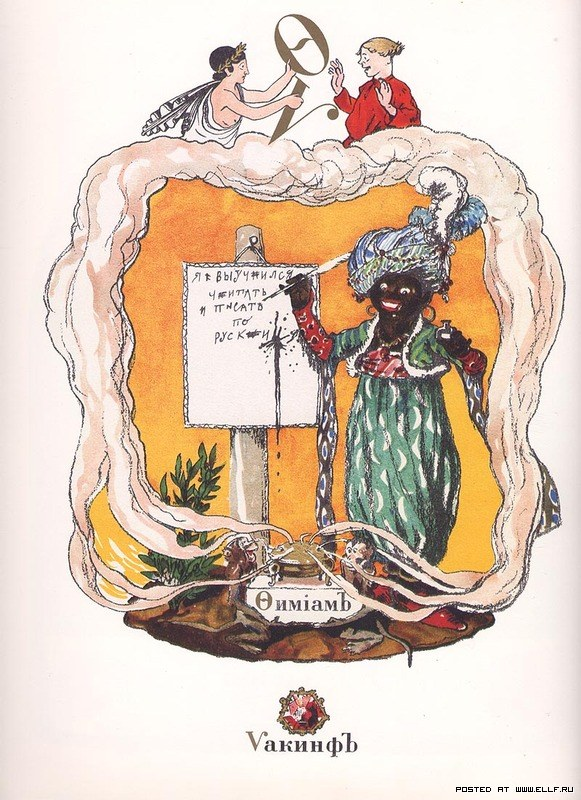
Фита и ижица в «Азбуке в картинках» Александра Бенуа 1904 г.
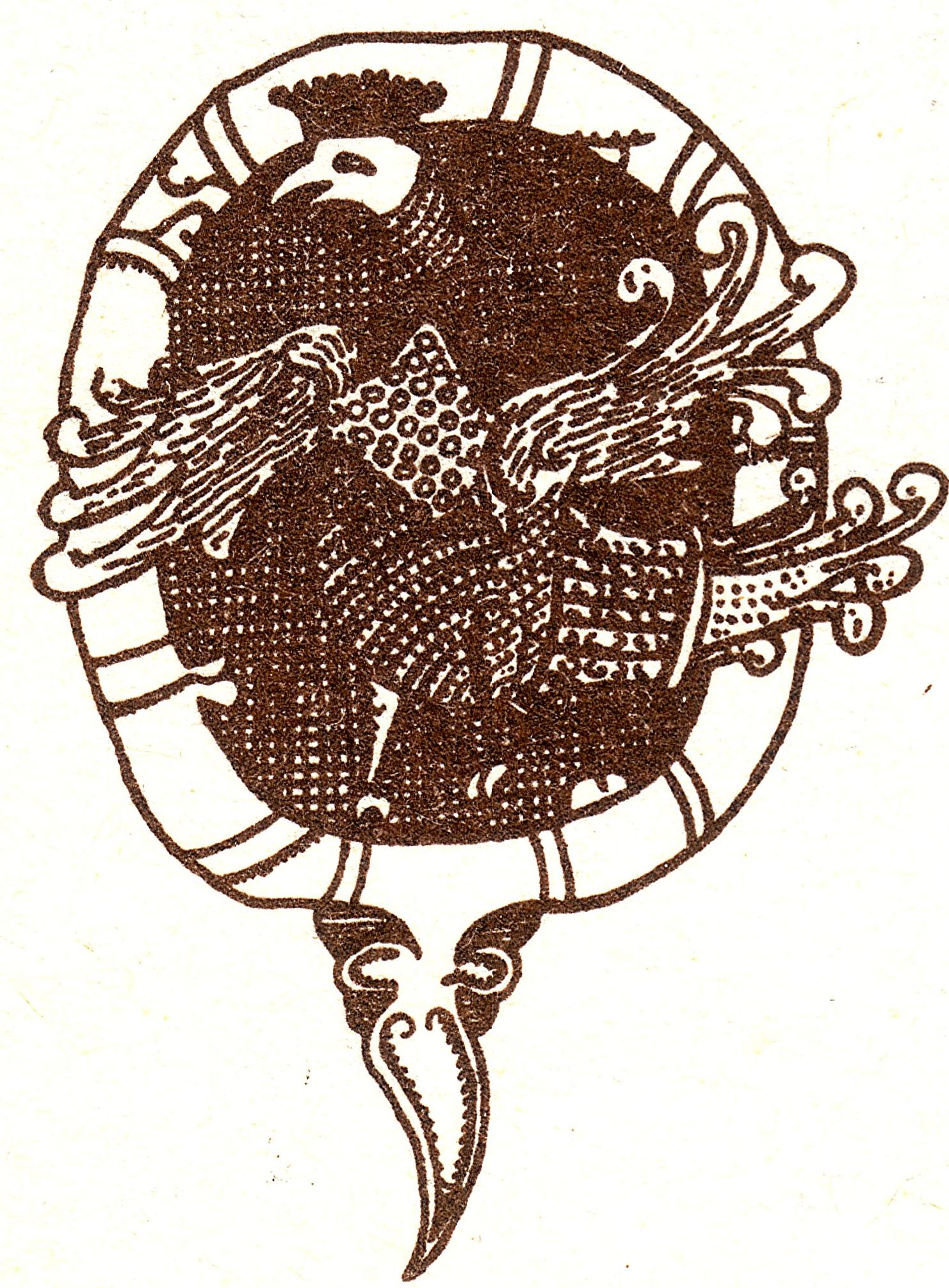
Фита — заставка в книге «Три века» 1912 г.